# قائمة الجدران
تحتوي هذه المقالة أغلب و أهم الجدران (الأسوار، الأحيط، الخطوط) في العالم.
| الدولة                           | الاسم                                                          | الملاحظات |
| -------------------------------- | -------------------------------------------------------------- | --- |
| تركيا، القسطنطينية               | أسوار القسطنطينية                                              | ... |
| إسبانيا، لوغو                    | سور لوغو                                                       | ... |
| إسكتلندا                         | سور أنطونيوس                                                   | ... |
| فرنسا                            | جدار الأطلسي                                                   | بني خلال الحرب العالمية الثانية من طرف ألمانيا النازية على طول بعض الحدود الأوروبية من جانب المحيط الأطلسي.                 |
| فرنسا                            | جدار البحر الأبيض المتوسط                                      | بني خلال الحرب العالمية الثانية من طرف ألمانيا النازية                                                                      |
| ألمانيا، برلين                   | جدار برلين                                                     | شيد الجدار سنة 1961 و هدم جزئيا سنة 1989.                                                                                   |
| فرنسا، باريس                     | جدار المزارعين العامين                                         | شيد الجدار سنة 1785 و هدم سنة 1860.                                                                                         |
| الصين، بكين                      | جدار الديمقراطية                                               | يقع في غرب ساحة تيانانمن.                                                                                                   |
| الصين                            | سور الصين العظيم                                               | ... |
| فلسطين، أريحا                    | جدران أريحا                                                    | ... |
| فلسطين، القدس                    | حائط البراق                                                    | يسمى أيضا حائط المبكى و الحائط الغربي.                                                                                      |
| جمهورية التشيك، براغ             | جدار لينون                                                     | هو نصب تذكاري للمغني الإنجليزي جون لينون.                                                                                   |
| الولايات المتحدة، واشنطن العاصمة | نصب قدامى محاربي فيتنام التذكاري                               | نصب تذكاري للجنود الأمريكيين المتوفين في حرب فيتنام.                                                                        |
| إنجلترا، لندن                    | جدار لندن                                                      | ... |
| الولايات المتحدة، المكسيك        | حاجز الولايات المتحدة و المكسيك                                | هو حاجز (جدار) يقع على الحدود الأمريكية المكسيكية.                                                                          |
| فرنسا                            | خط ماجينو                                                      | بني بعد الحرب العالمية الأولى من طرف الدولة الفرنسية لتعزيز دفاعها مع ألمانيا النازية و هو لا يزال موجود إلى الآن.          |
| تونس، مارث                       | خط مارث                                                        | ... |
| الجزائر، تونس، المغرب            | خط موريس                                                       | يقع هذا الخط على الحدود الجزائرية التونسية و الجزائرية المغربية، و قد شيد من طرف الحكومة الفرنسية في فترة إحتلالها للجزائر. |
| ألمانيا                          | خط سيغفريد                                                     | وضع هذا الخط ليواجه خط ماجينو الفرنسي                                                                                       |
| فلسطين، إسرائيل                  | جدار إسرائيلي في الأراضي الفلسطينية المحتلة ، حاجز إسرائيل-غزة | حاجز شيد من طرف إسرائيل على الحدود الفاصلة بين الضفة الغربية و إسرائيل ، حاجز بين إسرائيل و قطاع غزة .                      |
| المغرب                           | الجدار الفاصل المغربي                                          | هو جدار فاصل بين المغرب و جبهة البوليساريو.                                                                                 |
| المغرب, إسبانيا                  | سياج مليلية الحدودي                                            | هو جدار فاصل بين المغرب و مدينة مليلية.                                                                                     |
| المغرب, إسبانيا                  | سياج سبتة الحدودي                                              | هو جدار فاصل بين المغرب و مدينة سبتة.                                                                                       |
| مصر                              | خط بارليف ، الجدار الفولاذي                                    | جدار دفاعي أقامه الاحتلال الإسرائيلي لعرقلة القوات المصرية ، جدار عازل بين الحدود المصرية في سيناء و قطاع غزة بفلسطين.      |

## مقالات ذات صلة
- جدار فاصل
- حصن
- متراس
- جدار
- جدار دفاعي